# Agrochola nigromaculata
Agrochola nigromaculata là một loài bướm đêm trong họ Noctuidae.